# George Akerlof
George Arthur Akerlof (New Haven, Connecticut; 17 de junio de 1940) es un economista estadounidense, profesor de economía en la Universidad de Berkeley. Fue laureado con el Premio del Banco de Suecia en Ciencias Económicas en memoria de Alfred Nobel en 2001 (compartido con Michael Spence y Joseph E. Stiglitz). Su padre era sueco y su madre estadounidense de origen judío.

## Trayectoria
Akerlof se graduó en la Lawrenceville School, recibió su licenciatura por la Universidad de Yale en 1962, y su doctorado del MIT en 1966. Ha sido profesor en la London School of Economics. Su esposa, Janet Yellen, fue presidenta del Banco de la Reserva Federal de San Francisco, profesora en la Universidad de Berkeley, Presidenta de la Reserva Federal y actualmente es Secretaria del Tesoro de los EE. UU.
Es miembro de los Economistas para la Paz y la Seguridad y codirector del programa Interacciones Sociales, Identidad y Bienestar del Instituto Canadiense de Investigaciones Avanzadas (CIFAR). Está en el consejo consultivo del Instituto para el Nuevo Pensamiento Económico. Fue elegido miembro de la Academia Americana de Artes y Ciencias en 1985. En 2007 fue el presidente anual de la American Economic Association.

## Trabajo

### El mercado decacharros
El artículo más conocido e influyente de Akerlof es "The Market for Lemons: Quality Uncertainty and the Market Mechanism", publicado en Quarterly Journal of Economics ("El Mercado de Cacharros: Incertidumbre en las calidades y el Mecanismo de Mercado"), en 1970. En él, propone un modelo de información asimétrica, que definiría el mercado de automóviles de segunda mano. En él, se da una asimetría entre el vendedor del coche (que conoce la calidad de su vehículo) y el comprador, que solo puede observar el precio al que se vende, pero que desconoce el estado en que se encuentra. Esto dificulta enormemente la posibilidad de intercambios, pudiendo darse el caso extremo de que no llegue a existir un mercado. El problema reside en que los propietarios de coches de mala calidad (conocidos como "lemons", "cacharros", en EE. UU.), intentarán hacer pasar sus vehículos por otros que se encuentran en buen estado. Al no poder diferenciar las calidades, los compradores hacen oferta por un valor equivalente a la calidad esperada (que será la suma de las diferentes calidades por la probabilidad de que le toquen, menor cuantos menos coches de buena calidad existan en el mercado). A estas ofertas, menores que el valor que los vehículos de buena calidad, los vendedores de coches buenos se retiran del mercado. El consumidor recalcula probabilidades (ahora hay menos probabilidades de encontrar un coche bueno) y las ofertas son menores. Ante esta nueva caída de la demanda, los mejores coches (ahora menos buenos) salen del mercado. Este proceso se repite hasta que solo los peores coches, los lemons, están en el mercado.

### Modelos de salarios de eficiencia del Mercado de trabajo
En "Efficiency Wage Models of the Labor Market" ("Modelos de salarios de eficiencia del Mercado de trabajo"), Akerlof y su coautor y esposa, Janet Yellen, propone un modelo de racionalidad para la hipótesis de los salarios de eficiencia, en la que los empleadores pagan salarios por encima de los de vaciamiento de mercado, en contradicción con las conclusiones del modelo neoclásico.

### Economía de la identidad
En su último trabajo, Akerlof y su colaboradora Rachel Kranton de la Duke University introducen la identidad social en el análisis económico formal, creando el campo de la economía de la identidad. Basándose en la psicología social y en muchos campos de fuera de la economía, Akerlof y Kranton sostienen que los individuos no tienen preferencias solamente sobre diferentes bienes y servicios. También se adhieren a las normas sociales sobre cómo diferentes personas deben comportarse. Las normas están vinculadas a las identidades sociales de una persona. Estas ideas aparecieron por primera vez en su artículo "Economía e Identidad", publicado en Quarterly Journal of Economics en 2000.

### Shock de la tecnología reproductiva
A finales de los años noventa las ideas de Akerlof atrajeron la atención de algunos, en ambos bandos del debate sobre el aborto legal. En los artículos que aparecen en The Quarterly Journal of Economics, The Economic Journal, y otros foros Akerlof describió un fenómeno que él etiquetó "shock de la tecnología reproductiva". Sostuvo que las nuevas tecnologías que habían contribuido a generar la revolución sexual de fines del siglo XX, los anticonceptivos modernos y el aborto legal, no sólo no habían suprimido la incidencia de la maternidad fuera del matrimonio, sino que también habían trabajado para aumentarla. Según Akerlof, para las mujeres que no las utilizaban, estas tecnologías habían transformado en gran medida el viejo paradigma de supuestos, expectativas y comportamientos socio-sexuales de una manera especialmente desventajosa. Por ejemplo, la disponibilidad del aborto legal ahora permite a los hombres ver a su descendencia como el producto deliberado de la elección de la mujer en lugar de ser el producto conjunto de las relaciones sexuales. Así, alentó a los padres biológicos a rechazar no sólo la noción de una obligación de casarse con la madre, sino también la idea de una obligación paterna.

### Saqueo del empresario
En 1993, Akerlof y Paul Romer dieron a conocer el saqueo: El submundo económico de la bancarrota con fines de lucro, describiendo cómo bajo ciertas condiciones, los propietarios de las empresas decidirán que es más rentable para ellos personalmente "saquear" a la compañía y extraer valor de ella que tratar de hacerla crecer y prosperar. Por ejemplo:
   "La Bancarrota para obtener ganancias se producirá si la mala contabilidad, la regulación laxa, o penas bajas por abuso, dan a los propietarios un incentivo para pagarse a sí mismos más de lo que sus empresas valen y luego incumplen de sus obligaciones de deuda. La bancarrota con fines de lucro ocurre más comúnmente cuando un gobierno garantiza las obligaciones de deuda de una empresa."

### Normas y macroeconomía
En su discurso presidencial de 2007 ante la American Economic Association, Akerlof propuso normas naturales que los tomadores de decisiones tienen para cómo deben comportarse, y mostró cómo tales normas pueden explicar las discrepancias entre la teoría y los hechos observados sobre la macroeconomía. Akerlof propuso una nueva agenda para la macroeconomía, utilizando las normas sociales para explicar el comportamiento macroeconómico. Se le considera junto con Gary Becker como uno de los fundadores de la economía social.

## Algunas obras
- George A. Akerlof (1984). An economic theorist's book of tales. Cambridge University Press. ISBN 9780521269339.
- George A. Akerlof, Janet Louise Yellen (1986). Efficiency wage models of the labor market. Cambridge University Press. ISBN 9780521312844.
- George A. Akerlof (2005). Explorations in pragmatic economics. Oxford University Press. ISBN 9780199253913.
- George A. Akerlof, Robert J. Shiller (2009). Animal spirits: how human psychology drives the economy, and why it matters for global capitalism. Princeton University Press. ISBN 9780691142333.
- George A. Akerlof, Robert J. Shiller (2009). Animal spirits: Cómo influye la psicología humana en la economía. Ediciones Gestión 2000. ISBN 9788498750393.
- George A. Akerlof, Robert J. Shiller (2016). La economía de la manipulación. Editorial Deusto. ISBN 9788423425105.